# غانم الصالح
غانم الصالح (۱۲ مارس ۱۹۴۳ – ۱۹ اکتبر ۲۰۱۰) بازیگر کویتی بود. او اولین بازی خود را به عنوان بازیگر در سال ۱۹۵۲ روی صحنه برد. الصالح در تأسیس گروه تئاتر عرب در سال ۱۹۶۱ مشارکت داشت و به تلویزیون کویت رفت، جایی که تا زمان بازنشستگی رئیس بخش نمایش بود. «شاهین قریش» اولین کار تئاتری او با گروه «تئاتر عرب» بود. او در نمایش‌های رادیویی و برنامه‌های گفتگومحور مختلفی ظاهر شده است، که مهم‌ترین آنها «پل عشق» است.

## زندگی و پیشه
غانم صالح الغوینم در ۱۲ مارس ۱۹۴۳ در شهر کویت در منطقهٔ صیهد العوازم در نزدیکی کاخ سیف متولد شد.پدرش صاحب یک فروشگاه بزرگ مواد غذایی بود. او به همراه خانواده‌اش در محلهٔ المرقاب، در خانه‌ای بزرگ که عموهایش، همسران و فرزندانشان در آن بودند، زندگی کرد. در کودکی همیشه رؤیای هنرمند شدن را در سر می‌پروراند، اما عاشق علم نیز بود و آرزو داشت پزشک اطفال شود. او مجذوب برنامه‌های پزشکی شد و تجهیزات پزشکی تخصصی را تهیه کرد. او در کودکی در فعالیت‌های پیشاهنگی، بازیگری، ورزش و رادیو شرکت می‌کرد. اولین مدرسه‌ای که در آن تحصیل کرد، مدرسهٔ المرقاب در سال ۱۹۴۹ بود که مدیر آن عبدالعزیز الدوسری بود. سپس به مدرسه قُتَیبِه نقل مکان کرد.
در سال ۱۹۵۲، او برای اولین بار به عنوان بازیگر روی صحنه در نمایش «سیدنا علی بن ابی طالب» در حضور شیخ عبدالله الجابر الصباح ظاهر شد. سپس به مدرسهٔ مبارکیه در بازار بازرگانان نقل مکان کرد که مدیر مدرسه در آن زمان صالح عبدالملک الصالح بود. از جمله دوستان او در آن دوره، عبدالحسین عبدالرضا و عبدالوهاب سلطان بودند. آنها در گروه پیشاهنگی پسران، صحنه‌های کمدی و اجتماعی اجرا می‌کردند. سپس به مدرسهٔ راهنمایی حولی نقل مکان کرد، جایی که استعداد بازیگری او شروع به ظهور کرد.
در سال ۱۹۵۹، او مدرسه را ترک کرد و به عنوان منشی جلسه در دادگاه تجدیدنظر و پرونده‌ها مشغول به کار شد و در آن زمان حقوق خوبی دریافت می‌کرد که حدود ۹۰۰ روپیه تخمین زده می‌شود. او در وزارت دادگستری و در دادگاه تجدیدنظر مشغول به کار شد و تا سال ۱۹۶۴ در آنجا به کار خود ادامه داد. در سال ۱۹۶۱، ادارهٔ امور کار، تشکیل کمیته‌ای برای تأسیس «گروه تئاتر عرب» را اعلام کرد. حمد الرجیب رئیس آن بود و زکی طلیمات بر تأسیس آن نظارت داشت. این گروه پذیرای چهره‌های جدید برای عضویت بود که الصالح یکی از اعضای مؤسسان آن بود. تقریباً ۴۰۰ نفر درخواست دادند و کمیته کمتر از ۱۰۰ جوان را انتخاب کرد. اولین کار تئاتری که غانم الصالح به همراه «گروه تئاتر عرب» در آن شرکت کرد، «شاهین قریش» بود. اولین دستمزدی که در دوران هنری خود دریافت کرد، ۳۸ دینار برای بازی در نمایش «صقر قریش» بود.
از برجسته‌ترین آثار غانم الصالح می‌توان به نقش‌های او در سریال‌های متعدد خلیجی، در کنار حیات الفهد و سعاد عبدالله اشاره کرد. از جمله آثار برجستهٔ او می‌توان به «قدرها»، «عزیمت»، «خاله‌ام قُماشه»، «خانوادهٔ سفید و سیاه» و «ام البنات» اشاره کرد. در سال ۲۰۱۰، او نقش سایر را در سریال «ایام الفرج» بازی کرد.
نمایش «علی جناح التبریزی و مریدش، قفه» (۱۹۷۵)، نوشتهٔ آلفرد الفرج و به کارگردانی صقر الرشود، که در آن او نقش قفه را بازی کرد، یکی از برجسته‌ترین آثار او محسوب می‌شود. در همان سال، این نمایش در «جشنواره هنرهای نمایشی دمشق» شرکت کرد و جایزه بهترین اجرای تئاتری را از آن خود کرد. سپس در تونس، مغرب و قاهره به نمایش درآمد. او همچنین به خاطر نمایشنامه‌های بسیاری مشهور است که مهم‌ترین آنها عبارت‌اند از: «خانوادهٔ بوصعرورة»، «شادی یک ملت»، «خانه مجردی»، «کاخ وحشت» و «نمایندهٔ مجلس».
او نمایشنامه‌ها و برنامه‌های گفتگومحور رادیویی متنوعی اجرا کرد که از جمله مهم‌ترین آنها می‌توان به «پل عشق» به کارگردانی محمد حسن اشاره کرد که در زمان حملهٔ عراق به کویت از رادیو دبی در امارات متحدهٔ عربی پخش می‌شد.
الصالح دو حضور در سینما داشت که اولین آن «برگ‌های پاییزی» بود که در سال ۱۹۷۴ پخش شد و توسط تلویزیون کویت تهیه شده بود. برخی تمایل دارند آن را یک فیلم تلویزیونی توصیف کنند و آن را آخرین اثر سیاه و سفید او می‌دانند. این فیلم به کارگردانی صلاح العوری و نویسندگی محمد رجب النجار بود. در سال ۱۹۸۳، او در فیلم دوم با عنوان «دام» بازی کرد.
غانم الصالح تئاتر را پدر همه هنرها می‌دانست، اما اهمیت درام را انکار نمی‌کرد که آن را کلید شهرت و وسیله‌ای برای انتقال خلاقیت بازیگر به همه مردم می‌دانست. با وجود عشقش به تئاتر، ردپای روشنی در درام تلویزیونی دارد. اولین درامی که در آن شرکت کرد «اگر خیلی دیر شده باشد، صدا فایده‌ای ندارد» (۱۹۶۱) بود. سپس مجموعه‌ای از آثار او منتشر شد که برجسته‌ترین آنها عبارتند از: «قلب بزرگ»، مجموعه «ضرب‌المثل‌های عامیانه» نوشتهٔ شاعر خالد سعود الزید و نمایشنامه «دادگاه محله» با بازی عبدالحسین عبدالرضا، خالد النفیسی، عبدالوهاب سلطان، علی البریکی و دیگران.
او جوایز و تقدیرنامه‌های متعددی از نهادهای رسمی، شخصی و روزنامه‌نگاری دریافت کرد، از جمله تقدیرنامه رسانه‌ای از بی‌بی‌سی لندن در سال ۱۹۶۹، نشان افتخار از تئاتر عرب در سال ۱۹۸۰، نشان افتخار آفرینندگان در سال ۲۰۰۳، تقدیرنامه از ششمین جشنواره قاهره، تقدیرنامه از نهمین جشنواره خلیج فارس برای تولیدات رادیویی و تلویزیونی و تقدیرنامه از کانال سما دبی و تلویزیون دبی در سال ۲۰۰۸.
غانم الصالح در ۱۹ اکتبر ۲۰۱۰ در بیمارستانی در لندن درگذشت. او در ۹ اکتبر برای تکمیل درمان عفونت‌های شدید قفسه سینه که منجر به سرطان ریه شده بود، بستری شده بود.
غانم الصالح در سال ۱۹۶۰ ازدواج کرد و پنج فرزند به نام‌های بسام، طلال، محمود، نواف و صلاح داشت.